# Bitva u Ninive
Bitva u Ninive byla rozhodující střetnutí poslední římsko-perské války, probíhající v letech 602 až 628. V této bitvě odehrávající se 12. prosince 627 zvítězilo východořímské vojsko vedené císařem Herakleiem nad Peršany, což následně vedlo k sesazení perského velkokrále Husrava II. a k ukončení konfliktu mezi oběma říšemi.

## Předchozí události

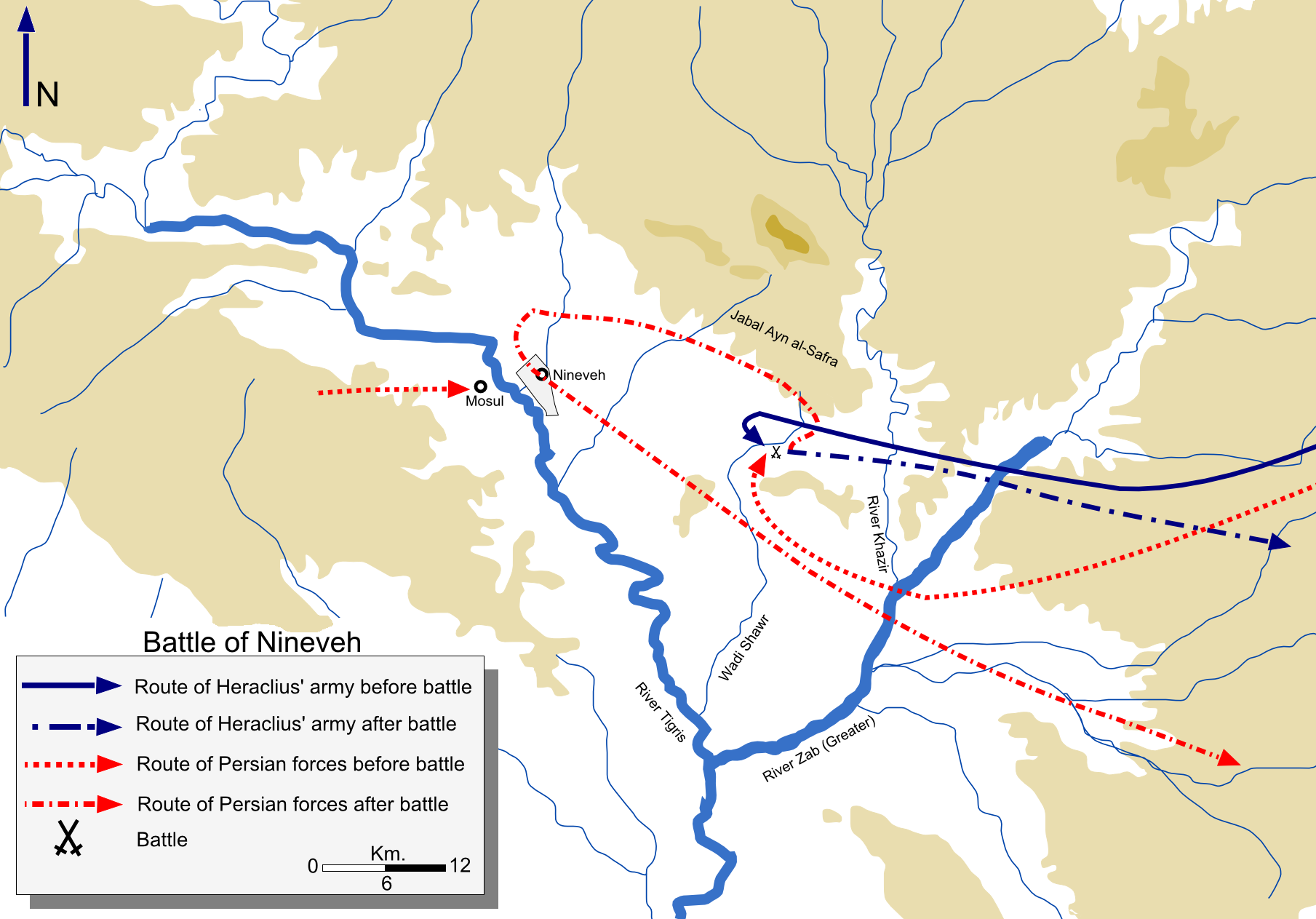
Manévry obou armád před bitvou

V rámci byzantsko-perských válek uzavřel roku 591 byzantský císař Maurikios s perským velkokrálem Husravem II., kterého pomohl dosadit na perský trůn, mírovou smlouvu. Po svržení císaře Maurikia novým byzantským vládcem Fokou roku 602 využil Husrev situace a rozpoutal proti Byzantské řiši nový vojenský konflikt, dovolávaje se povinnosti ochraňovat nástupnická práva Maurikiových potomků, kteří byli po převratu také zavražděni.
Perská armáda vtrhla do Mezopotámie, Arménie a Kappadokie, situaci zhoršovalo i povstání jednoho z tamějších byzantských velitelů a opakované vzpoury monofyzitů a nestoriánů, příslušníků heretických křesťanských nauk, vyprovokované nesmiřitelným nepřátelským postojem ortodoxní vlády.
Za této situace došlo k novému převratu. Roku 610 připlul ze severní Afriky s početným vojskem syn kartaginského exarchy Herakleios, jemuž se podařilo Foku svrhnout. Následujících více než deset let bylo vyplněno častými střetnutími s perskou armádou na východě a Avary a Slovany na západě. Přes veškeré úsilí se zatím válečné štěstí ale klonilo spíše k Peršanům, kterým se podařilo roku 619 dobýt Egypt, obilnici východořímské říše. O tři roky později však zorganizoval Herakleios protiofenzívu, během níž pronikl až na Kavkaz, kde strávil několik dalších let bojem s perskými silami. Mezitím spojené avarské, slovanské a perské síly oblehly roku 626 hlavní město byzantské říše Konstantinopol, dobýt tuto metropoli se jim však nepodařilo.

## Průběh a následky bitvy

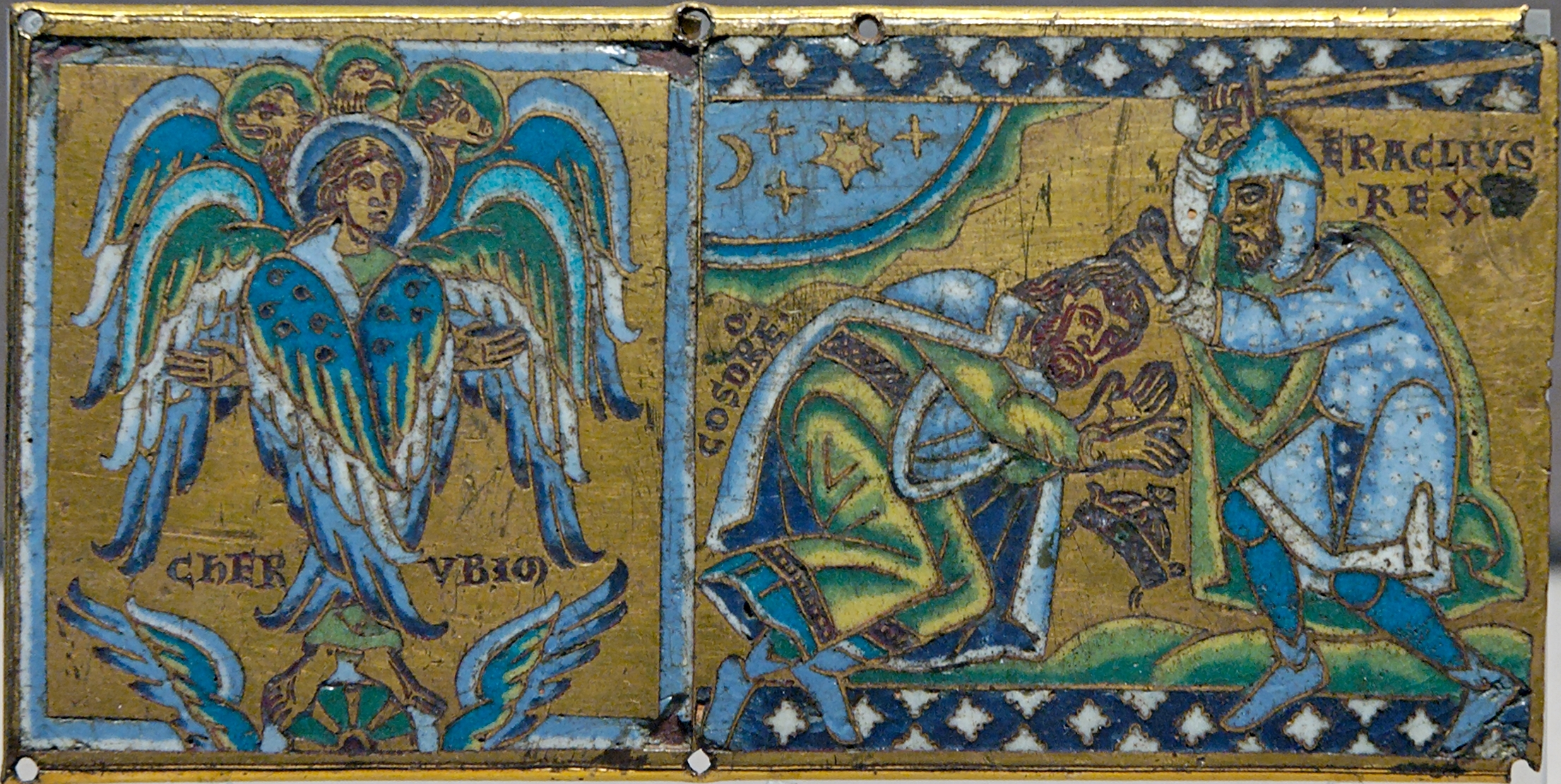
Cherub a Herakleios přijímají pokořeného Husrava II., plaketa z let 1160–1170, Louvre

Záhy nato zaútočil Herakleios ve spojenectví s Chazary do perského vnitrozemí a střetl se s perskými silami 17. prosince 627 poblíž města Ninive. Byzantské jednotky a jejich spojenci zde oslavili rozhodné vítězství. Porážka perských sil byla natolik významná, že způsobila postupný kolaps perské říše. Král Husrav II. vinou svého selhání ztratil oblibu a byl svržen palácovým převratem, na trůn nastoupil jeho syn Kavád II., který ovšem zakrátko zemřel. Perská říše bez panovníka se měla na několik dalších let utápět v politické anarchii. Na základě smlouvy s novým perským králem Kavádem II. získal Herakleios nazpět všechna před válkou držená území a taktéž nové oblasti v Arménii.
Byzantská a perská říše, oslabené dlouhou válkou, pak nedokázaly příliš úspěšně vzdorovat nastupující muslimské expanzi z Arabského poloostrova, jež ve svém důsledky připravila Byzanc o více než třetinu jejího území a sásánovskou Persii pak zcela vyvrátila.